# Francisco Treviño
Francisco Javier Treviño Ibarguen (Reynosa, Tamaulipas; 17 de diciembre de 1981) es un artista marcial mixto mexicoestadounidense retirado. Compitió en la división de peso ligero.
A lo largo de su carrera, Treviño ha llevado la bandera de ambos países en sus peleas, ya que si bien él y su familia han radicado más tiempo en EE. UU., no olvida sus raíces mexicanas.

## Primeros años
Nació en Reynosa, Tamaulipas, pero creció en Camargo, Tamaulipas y emigró con su familia a McAllen, Texas a la edad de cuatro años. Treviño jugó fútbol americano en la escuela secundaria, pero después de graduarse se encontró ganando peso y finalmente alcanzó una figura obesa de más de 250 libras. Se unió a clases de Muay Thai para perder peso, comenzando su transformación de 100 libras. Después, decidió practicar jiu-jitsu brasileño también.

## Carrera de artes marciales mixtas

### Carrera temprana
Solo unos meses después de la sesión de sparring, hizo su debut profesional en MMA, derrotando a Shaun Wagner por sumisión en la primera ronda el 2 de agosto de 2013, en South Texas FC 3: War Zone. Ganó diez peleas consecutivas en STFC entre 2008 y 2013 en mediano y wélter.
El 15 de noviembre de 2013, peleó por Legacy Fighting Championship, derrotando a Lester Batres por decisión unánime en Legacy FC 25.

### Ultimate Fighting Championship
Dos días después de su victoria, Treviño firmó un acuerdo con UFC, cayendo aún más a la división de peso ligero. Se convirtió en el sexto luchador nacido en México en unirse a la promoción.
Treviño hizo su debut enfrentándose a Renée Forte el 15 de marzo de 2014 en UFC 171. Durante el pesaje, Forte pasó del límite (156 lbs) en la báscula, por lo que Treviño se quedaría con el 20% de su bolsa. El mexicano ganó la pelea por decisión unánime.
Se esperaba que Treviño enfrentara a Johnny Case el 18 de enero de 2015 en UFC Fight Night 159. Sin embargo, tuvo que retirarse de la pelea debido a una lesión, por lo que fue reemplazado por Frankie Perez. La pelea con Case fue reprogramada para el 13 de junio de 2015 en UFC 188, siendo derrotado por decisión unánime.
Treviño se enfrentó al debutante Sage Northcutt el 3 de octubre de 2015 en UFC 192. Perdió la pelea por nocaut técnico a los 57 segundos. Semanas después, termina su contrato con UFC.

### Últimas peleas en Australia
En 2016, Treviño tuvo un par de enfrentamientos con J.J. Ambrose en la promoción australiana Hex Fight Series. La primera de las dos pelea ocurrió el 20 de febrero, siendo ganada por el mismo Treviño por decisión dividida.
La revancha sucedería cuatro meses después el 26 de junio, donde Ambrose logró desquitarse con una guillotina en el segundo asalto. De esta forma, Treviño se retiraba del MMA.

## Récord en artes marciales mixtas
| Récord profesional | Récord profesional | Récord profesional |
| 16 peleas          | 13 victorias       | 3 derrota          |
| ------------------ | ------------------ | ------------------ |
| Nocaut             | 4                  | 1                  |
| Sumisión           | 4                  | 1                  |
| Decisión           | 5                  | 1                  |

| Resultado | Récord | Oponente          | Método                      | Evento             | Fecha                   | Ronda | Tiempo | Localización        | Notas |
| --------- | ------ | ----------------- | --------------------------- | ------------------ | ----------------------- | ----- | ------ | ------------------- | ----- |
| Derrota   | 13–3   | J.J. Ambrose      | Sumisión (guillotine choke) | Hex Fight Series 6 | 26 de junio de 2016     | 2     | 4:35   | Melbourne, Victoria |       |
| Victoria  | 13–2   | J.J. Ambrose      | Decisión (dividida)         | Hex Fight Series 5 | 20 de febrero de 2016   | 3     | 5:00   | Melbourne, Victoria |       |
| Derrota   | 12–2   | Sage Northcutt    | TKO (rodillazos y golpes)   | UFC 192            | 3 de octubre de 2015    | 1     | 0:57   | Houston, Texas      |       |
| Derrota   | 12–1   | Johnny Case       | Decisión (unánime)          | UFC 188            | 13 de junio de 2015     | 3     | 5:00   | Ciudad de México    |       |
| Victoria  | 12–0   | Renée Forte       | Decisión (unánime)          | UFC 171            | 15 de marzo de 2014     | 3     | 5:00   | Dallas, Texas       |       |
| Victoria  | 11–0   | Lester Batres     | Decisión (unánime)          | Legacy FC 25       | 15 de noviembre de 2013 | 3     | 5:00   | Houston, Texas      |       |
| Victoria  | 10–0   | Joseph Daily      | Decisión (unánime)          | STFC 24            | 22 de febrero de 2013   | 5     | 5:00   | McAllen, Texas      |       |
| Victoria  | 9–0    | Corey Bellino     | KO (golpe)                  | STFC 21            | 13 de julio de 2012     | 1     | 4:19   | McAllen, Texas      |       |
| Victoria  | 8–0    | Jorge Cortez      | Decisión (unánime)          | STFC 19            | 2 de marzo de 2012      | 3     | 5:00   | McAllen, Texas      |       |
| Victoria  | 7–0    | Andrew Garza      | TKO (golpes)                | STFC 16            | 12 de agosto de 2011    | 3     | 0:48   | McAllen, Texas      |       |
| Victoria  | 6–0    | Will Florentino   | Sumisión (armbar)           | STFC 12            | 3 de septiembre de 2010 | 1     | 1:17   | McAllen, Texas      |       |
| Victoria  | 5–0    | Larry Hopkins     | Sumisión (kneebar)          | STFC 8             | 15 de agosto de 2009    | 1     | 1:31   | McAllen, Texas      |       |
| Victoria  | 4–0    | Kristopher Flores | TKO (golpes)                | STFC 6             | 11 de abril de 2009     | 1     | 2:57   | Odesa, Texas        |       |
| Victoria  | 3–0    | Cole Nuckols      | TKO (golpes)                | STFC 5             | 20 de febrero de 2009   | 1     | 2:42   | Odesa, Texas        |       |
| Victoria  | 2–0    | George Zamarron   | Sumisión                    | STFC 4             | 1 de noviembre de 2008  | 1     | 1:49   | McAllen, Texas      |       |
| Victoria  | 1–0    | Shaun Wagner      | Sumisión                    | STFC 3             | 2 de agosto de 2008     | 1     | 2:56   | McAllen, Texas      |       |